# Kiss the Sky
Kiss the Sky ist ein US-amerikanisches Drama aus dem Jahr 1998. Regie führte Roger Young, das Drehbuch schrieb Eric Lerner. In den Hauptrollen sind William L. Petersen, Gary Cole und Sheryl Lee zu sehen.

## Handlung
Die Freunde Jeff und Marty sind unzufrieden in ihren Ehen und durchleben eine Midlife-Crisis. Während einer gemeinsamen Auszeit auf den Philippinen lernen sie Andy kennen und beide verlieben sich in sie. Sie beginnen eine Beziehung mit Andy und verlassen ihre Familien. Andy und ihr Freund Kozen führen die beiden Männer auch in die Lehren des Buddhismus ein. Nach einer Weile der gemeinsamen Zeit verliebt sich Andy immer mehr in Jeff und möchte eine feste Bindung mit ihm eingehen. Jeff beginnt jedoch, seine Familie zu vermissen und entschließt sich, die Insel zu verlassen.

## Veröffentlichung
Der Film feierte seine Premiere beim Ft. Lauderdale Film Festival im Oktober 1998 und wurde am 9. Oktober 1999 in den amerikanischen Kinos veröffentlicht. In Deutschland erschien der Film am 14. Juni 2001 direkt auf DVD und Videokassette.